# خشم (فیلم ۱۹۹۷)
خشم (به انگلیسی: The Rage) یک فیلم سینمایی اکشن آمریکایی محصول سال ۱۹۹۷ به کارگردانی سیدنی جی. فیوری است.

## داستان
تراویس مأمور ویژه اف‌بی‌آی در تلاش برای دستگیری یک قاتل سریالی نابسامان است و علی‌رغم داشتن کلی مک کورد به عنوان یک همکار جدید و بی تجربه تمام تلاش خود را می‌کند. مشخص می‌شود که قاتل زنجیره ای از ارتش مزدوران ناراضی سی‌آی‌ای از ویتنام است.

## انتشار فیلم و انتقادها
این فیلم در ژوئن ۱۹۹۷ در انگلیس با ویدیوی خانگی آغاز به کار کرد و در همان سال در استرالیا و چندین کشور اروپایی نیز منتشر شد. در ایالات متحده آمریکا، اولین بار به صورت وی اچ اس در ۱۶ ژوئن ۱۹۹۸ به نمایش درآمد. پس از آن توسط کمپانی دایمنشن فیلمز در سال ۲۰۰۴ بر روی دی‌وی‌دی منتشر شد.
این فیلم بخاطر سبک فوق‌العاده و خشونت مورد توجه قرار گرفت.